# Gihad Islàmic palestí
|  | No s'ha de confondre amb Gihad Islàmic Egipci o Gihad. |

El Gihad Islàmic palestí (àrab: حركة الجهاد الإسلامي في فلسطين, Ḥarakat al-Jihād al-Islāmī fī Filasṭīn) és una facció militant islamista palestina, que fou creada en 1981. El Gihad Islàmic té com a objectiu: l'establiment d'un estat islàmic en el conjunt de tots els Territoris Palestins que ara són governats per l'Autoritat Nacional Palestina: Cisjordània, la Franja de Gaza, i el territori actualment governat per l'estat d'Israel.
Fou dirigida per Fathi Shaqaqi fins al seu assassinat a Malta el 1995, d'autoria desconeguda, i després per Abdullah Ramadan Shallah, resident a Damasc, Síria. Ha dut a terme atacs contra objectius tant militars com civils d'Israel mitjançant explosius, inclosos activistes suïcides, i llançament de coets.
També considera enemics els Estats Units d'Amèrica i els governs àrabs prooccidentals. Als territoris ocupats és molt minoritària amb relació a Hamàs o Fatah i es considera que té els seus principals suports a Jenin i Hebron.
Israel i els EUA han acusat els règims de l'Iran, Síria i el moviment libanès Hesbol·là de donar-li armes i ajut econòmic. El Gihad Islàmic palestí, és considerat com una organització terrorista pel Departament d'Estat dels Estats Units i els governs del Regne Unit, Austràlia, Canadà, la Unió Europea, i per l'estat d'Israel.
El 7 d'octubre del 2023 va participar, junt amb Hamàs i altres grups militants de Gaza, en l'ofensiva massiva contra Israel, que van anomenar operació «Inundació d'Al-Aqsa».